# Bernt Ivar Eidsvig
Bernt Ivar Eidsvig, de son nom religieux Markus Bernt, né le 12 septembre 1953 à Rjukan, est un religieux augustin et évêque catholique norvégien, évêque d'Oslo de 2005 à 2025 et administrateur apostolique de la prélature territoriale de Trondheim entre 2009 et 2020.

## Biographie

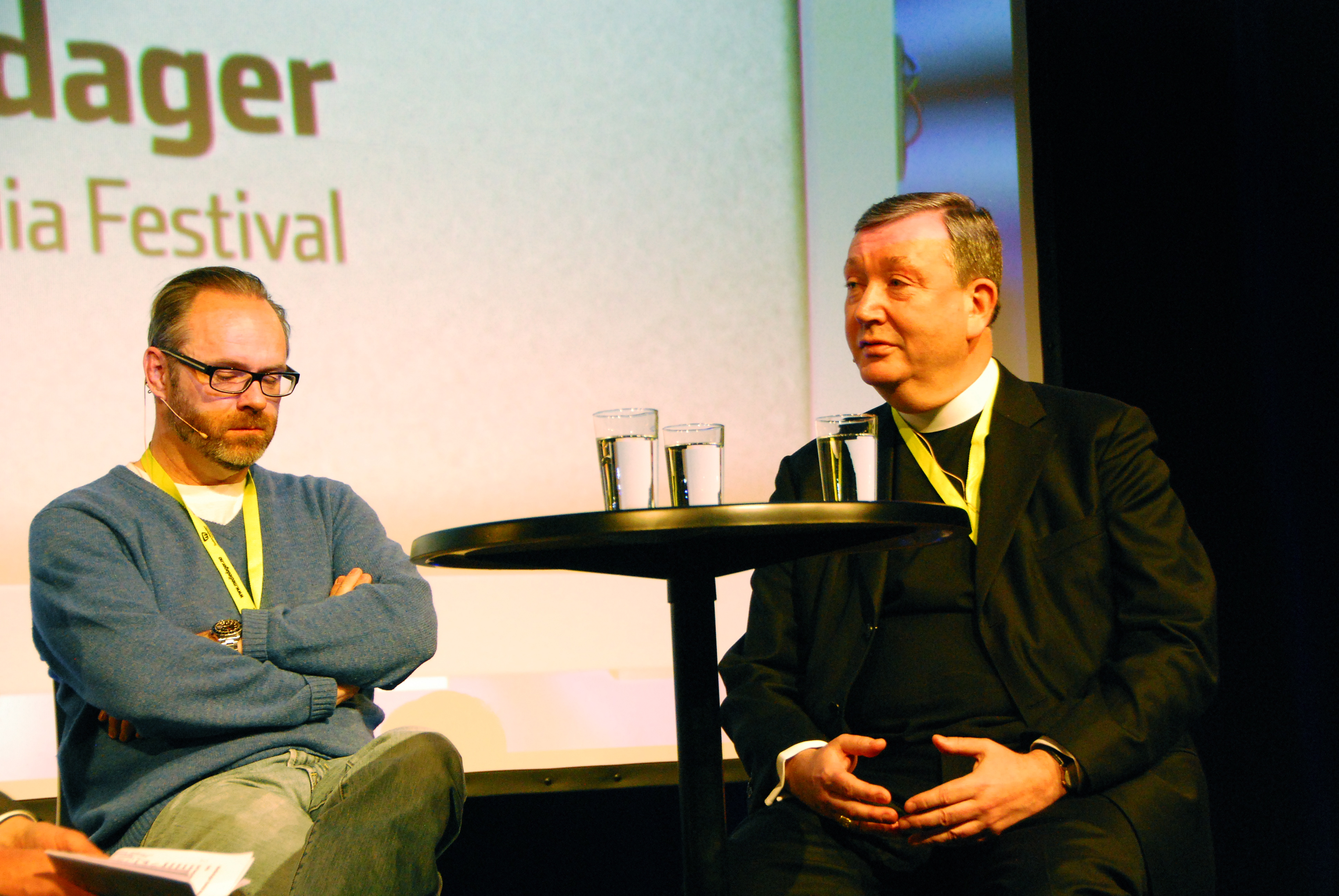
Bernt Ivar Eidsvig au festival nordique des médias en 2010.

Bernt Ivar Eidsvig, né dans une famille luthérienne appartenant à l'Église de Norvège, est reçu dans l'Église catholique le 20 décembre 1977. Il obtient une licence en théologie à l'université d'Oslo en 1978 et une maîtrise au Heythorp College (en) en 1982. Ordonné prêtre le 20 juin 1982 par l'évêque d'Oslo John W. Gran, il est nommé vicaire de la paroisse Saint Paul de Bergen. Il devient curé de la même paroisse en 1986 avant de rejoindre l'ordre des Augustins, entrant à l'abbaye de Klosterneuburg. Il y fait profession le 28 août 1995, prenant le nom de religion de Markus Bernt. Il y devient maître des novices, puis curé de la paroisse Saint-Léopold (de).
Le 11 juillet 2006, il est nommé évêque d'Oslo par le pape Benoît XVI, succédant à Gerhard Schwenzer et devenant le quatrième évêque de ce diocèse. Il reçoit l'ordination épiscopale le 22 octobre 2005 de Gerhard Schwenzer (de) en l'église de la Sainte-Trinité d'Oslo. Entre 2009 et 2020, il est également administrateur apostolique de la prélature territoriale de Trondheim.
Outre ses fonctions diocésaines, Bernt Ivar Eidsvig est aussi membre du comité exécutif du Conseil européen des dirigeants religieux (en) depuis 2011 et membre du Dicastère pour le culte divin et la discipline des sacrements entre 2016 et 2022.
Eidsvig reçoit un coadjuteur le 1er novembre 2024 en la personne de Fredrik Hansen. Le 16 juillet 2025, le pape Léon XIV accepte sa démission et son coadjuteur lui succède.